# Министерство на строителството и селищното устройство
Министерство на строителството и селищното устройство (МСиСУ) е историческо министерство в България, съществувало в периода 1984 – 1986 година.

## История
Създадено е с указ № 7 от 4 януари 1984 г. Министерството е „централно ведомство, което провежда държавната политика в областта на териториалното устройство, строителството, архитектурата, градоустройството и благоустройството“. В компетенциите на министерството са въпроси свързани с териториалното и селищното устройство, благоустройство и други. Министерството осъществява държавен технически контрол на териториално-селищното устройство, строителството и производството на строителни материали. Министерството отговаря за картографирането и фотограметрията на територията, както и за организиране и набиране на работна сила за работа в СССР.
На 1 април 1984 към министерството е създадена Корпорация „Строителни материали“, в която влизат ДСО „Цимент и вародобив“, ДСО „Строителна керамика и ефективни материали“ и ДСО „Инертни материали“. Отделно към него функционират и научноизследователски институт „Благоустройство и комунално стопанство“ и Комплексен научноизследователски и проектантски институт „Водоканалпроект“.
Закрито е на 28 януари 1986 г. с указ № 221.

## Списък

### Министри на
| №                                                         | Име (Роден-Починал)       | Начало на мандата | Край на мандата | Дни на упр. | Партия/Коалиция | Правителство |
| --------------------------------------------------------- | ------------------------- | ----------------- | --------------- | ----------- | --------------- | ------------ |
| строителството и селищното устройство сф. 1984 – ра. 1986 |                           |                   |                 |             |                 |              |
| 1                                                         | Григор Стоичков (р. 1926) | 4 януари 1984     | 28 януари 1986  | 755         | БКП             | 74           |